# تشبع الأكسجين (طب)
تشبع الأكسجين هو مصطلح يشير إلى نسبة تركيز الأكسجين في الدم، وذلك من خلال مقياس لمقدار الهيموجلوبين المرتبط حاليًا بالأكسجين مقارنة بكمية الهيموجلوبين التي لا تزال غير مرتبطة، ويتطلب جسم الإنسان الأكسجين في الدم وينظمه بطريقة وتوازن دقيقين.

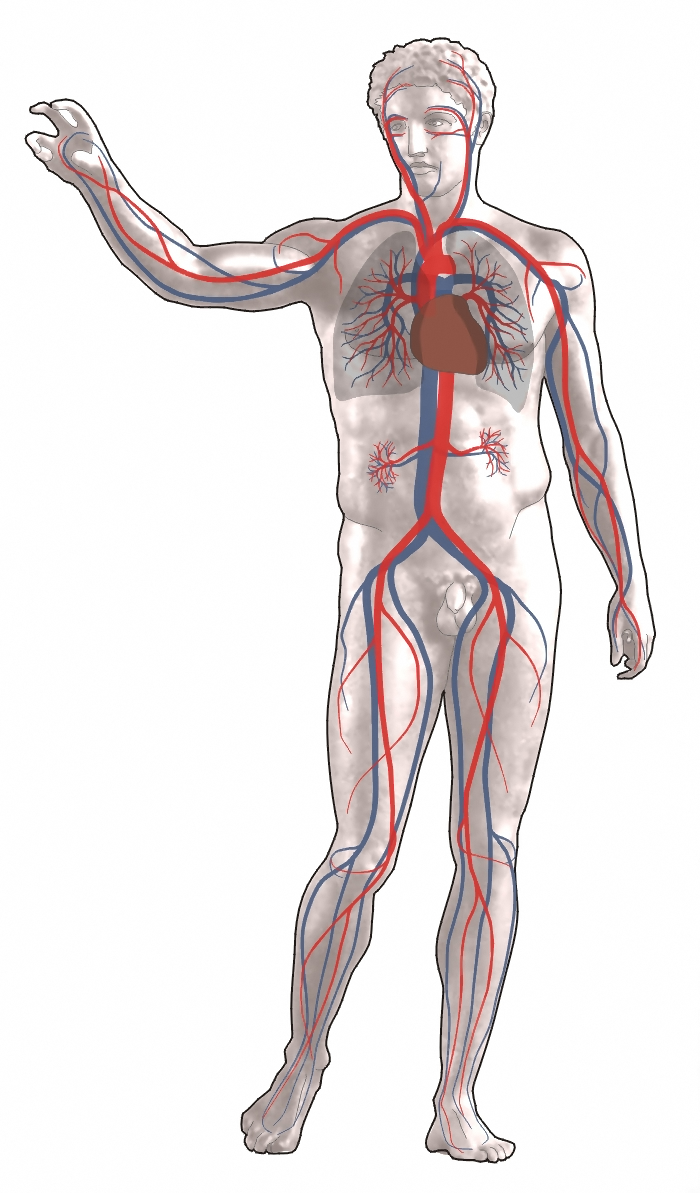
شكل ترسيمي لجهاز الدوران عند الإنسان فيه الشرايين بالأحمر والأوردة بالأزرق

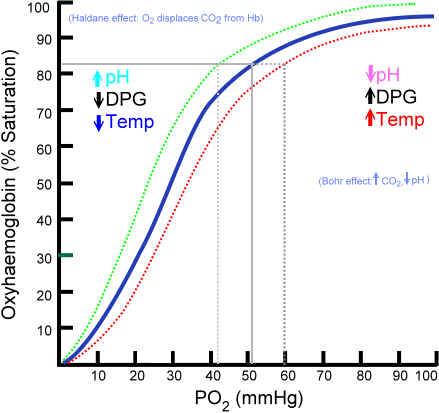
منحنى تفكك الهيموجلوبين

معدل الأكسجين في جسم الإنسان الطبيعي من 95 - 100 %. إذا كان معدل الأكسجين في الدم أقل من 90% تعتبر نسبة منخفضة وتؤدي إلى (hypoxemia) أي نقص الأكسجين في الدم. وإذا كان معدل الأكسجين في الدم أقل من 80% قد يؤدي إلى تدهور وظائف الأعضاء مثل (القلب والعقل)، ويجب معالجتها فورا. استمرار انخفاض الأكسجين في الدم قد يؤدي إلى توقف التنفس أو سكتة قلبية. العلاج باستخدام الأكسجين قد يستخدم للمساعدة في رفع نسبة الأكسجين في الدم. الأكسجة أو ضخ الأكسجين يحدث عندما تدخل جزيئات الأكسجين إلى أنسجة الجسم. مثال: يتم ضخ الأكسجين في الرئتين حيث تنتقل جزيئات الأكسجين من الهواء إلى الدم. عملية الأكسجة غالبا يشار إليها في عملية تشبع الأكسجين الطبي.

## تعريف
في الطب، (تشبع الأكسجين) SPO2 يشار إليها كـ (sats) تقيس نسبة أماكن ارتباط الهيموجلوبين في مجرى الدم التي يحتلها الأكسجين. عند انخفاض الضغط الجزئي للأكسجين، معظم الهيموجلوبين يكون غير مؤكسج، عند حوالي نسبة 90% (القيمة تختلف وفقا للسياق أو الحالة السريرية). تشبع الأكسجين يزداد وفقا لتفكك منحنى هيموجلوبين الأكسجين وتصل إلى 100% عند الضغط الأكسجيني الجزئي أكبر من 10 كيلو باسكال. نبض مقياس التأكسج يعتمد على خصائص امتصاص الضوء للهيموجلوبين المشبع ليعطي مؤشرا لتشبع الأكسجين.

## علم وظائف الأعضاء
يحافظ الجسم على نسبة ثابتة من تركيز تشبع الأكسجين بالنسبة للجزء الأكبر عن طريق عمليات كيميائية من الأيض الهوائي المرتبطة بالتنفس. باستخدام الجهاز التنفسي وكريات الدم الحمراء تحديدا (الهيموجلوبين)، يجمع الأكسجين في الرئتين ويوزعها على بقية أعضاء الجسم. احتياج الجسم للأكسجين في الدم قد يتذبذب مثال ذلك: أثناء التمارين الرياضية حيث يحتاج الجسم كمية أكسجين أكبر، أو الأشخاص الذين يعيشون في المرتفعات العالية.
يقال عن خلية الدم أنها مشبعة أثناء حملها لكمية الأكسجين الطبيعية.انخفاض وارتفاع مستويات الأكسجين في الدم كلا الحالتين لها تأثيرات سلبية على الجسم.

## مقياس التأكسج

مثال لمقياس التأكسج

هي طريقة تستخدم لقياس تركيز الأكسجين في الدم. مقياس التأكسج هو عبارة عن جهاز صغير يلقط به الجسم (تحديداً يوضع بإحدى الأصابع لكنه يستخدم في أماكن أخرى أيضاً)، يعمل هذا الجهاز عن طريق استخدام الأشعة تحت الحمراء لتقدير كمية الأكسجين في الدم. يرتبط الجهاز بعداد قراءة عن طريق سلك لجمع البيانات. كما يمكن فحص مستويات الأكسجين من خلال فحص مستوى الغازات في الشرايين (ABG)، حيث يتم تحليل الدم المأخوذ من الشريان لمستوى الأكسجين، ومستوى ثاني أكسيد الكربون والحموضة. يتم تعيين نسبة تشبع الأكسجين SpO2 عن طريق تشبع الأكسجين الذي أخذ عن طريق استخدام مقياس التأكسج.